# Ursus (personnage de films)
Pour les articles homonymes, voir Ursus (homonymie).
Ursus (du latin Ursus, « ours ») est un personnage de héros musclé apparaissant dans plusieurs péplums italiens des années 1960. 

## Origines et évolution du personnage
Le personnage cinématographique d'Ursus s'inspire lointainement d'un personnage d'esclave chrétien qui apparaît dans le roman Quo vadis ?, de l'écrivain polonais Henryk Sienkiewicz, paru en 1895 et adapté au cinéma dès 1901. Au moment de l'adaptation italienne du roman, Quo vadis ?, par Enrico Guazzoni en 1912, le personnage d'Ursus, incarné par Bruto Castellani, joue un rôle notable et remarqué par le public, au point que l'acteur n'est plus embauché que pour jouer des personnages d'hommes musclés.
Le personnage d'Ursus fait l'objet d'une dizaine de films à la suite du succès du héros Hercule au cinéma à la fin des années 1950 : les studios de cinéma cherchent alors à inventer d'autres personnages similaires pour profiter de cette mode. Le cinéaste italien Carlo Campogalliani lance alors le personnage d'Ursus, qui devient un colosse à la Hercule.
Les intrigues étant assez interchangeables, il n'est pas rare que le nom du héros soit modifié, y compris dans le titre, à l'occasion de la sortie d'un film dans tel ou tel pays, selon les espérances commerciales des studios.

## Films d'Ursus
- Quo vadis ?, film d'Enrico Guazzoni, Italie, 1913.
- Ursus, film de Giulio Antamoro, Italie, 1917.
- Ursus, film de Pio Vanzi, Italie, 1922.
- Quo vadis ?, film de Gabriellino D'Annunzio et Georg Jacoby, Italie, 1924.
- Quo vadis, film de Mervyn LeRoy, États-Unis, 1951.
- Ursus, devenu en France La Fureur d'Hercule, film de Carlo Campogalliani, Italie-Espagne, 1961. Le nom d'Ursus est modifié en Hercule dans la version française.
- La Vengeance d'Ursus (La vendetta di Ursus), film de Luigi Capuano, Italie, 1961.
- La Reine des Amazones (La regina delle amazzoni), film de Vittorio Sala, 1961 : le héros, Glaucus, est renommé Ursus dans la version allemande du film, dont le titre devient Ursus im Reich der Amazonen (litt. « Ursus au royaume des Amazones »).
- Ursus nella valle dei leoni, film de Carlo Ludovico Bragaglia, Italie, 1962. En france et en Belgique, le titre du film est changé en Maciste dans la vallée des lions (mettant en avant Maciste, autre personnage de héros musclé).
- La Fille des Tartares (Ursus e la ragazza tartara), film de Remigio Del Grosso (it), Italie, 1962.
- Ursus dans la terre de feu (Ursus nella terra di fuoco), film de Giorgio Simonelli, Italie, 1963.
- Ursus le rebelle (Ursus, il gladiatore ribelle), film de Domenico Paolella, Italie, 1963.
- La Terreur des Kirghiz (Ursus, il terrore dei Kirghisi), film d'Antonio Margheriti et Ruggero Deodato, Italie, 1964.
- Ursus l'invincible (Gli invincibili tre), film de Gianfranco Parolini, Italie, 1964.
- Le Grand Défi : Hercule, Maciste, Samson et Ursus (Ercole, Sansone, Maciste e Ursus Gli invincibili), film de Giorgio Capitani, Italie, 1964.
- Quo vadis ?, film de Jerzy Kawalerowicz, Pologne, 2001.